# Wedelia urticaefolia
Wedelia urticaefolia là một loài thực vật có hoa trong họ Cúc. Loài này được (Blume) DC. ex Wight miêu tả khoa học đầu tiên năm 1834.